# Avintes
Avintes es una freguesia portuguesa del concelho de Vila Nova de Gaia, con 9,38 km² de superficie y 11.523 habitantes (2001). Su densidad de población es de 1 228,5 hab/km².